# Эндзеле
Эндзеле (латыш. Endzele) — населённый пункт в Руйиенском крае Латвии. Административный центр Ерской волости. Находится на автодороге P17 (Валмиера — Руйиена — эстонская граница) примерно в 6 км к югу от города Руйиена. По данным на 2015 год, в населённом пункте проживало 370 человек. Есть волостная администрация, начальная школа, почтовое отделение, фельдшерский пункт, магазин.

## История
Населённый пункт возник у бывшего поместья Эндзеле (Хензельсхоф).
В советское время населённый пункт входил в состав Ерского сельсовета Валмиерского района. В селе располагался колхоз «Страуме».